# طواف فالوني 2015
طواف فالوني 2015 (بالفرنسية: Tour de Wallonie 2015 )‏ هو سباق دراجات هوائية، وهو الموسم رقم 42 من نفس السباق، وأقيم خلال الفترة 25 يوليو 2015، وحتى 29 يوليو 2015، وامتدّ لمسافة 909.59 كيلومتر، وهو أحد سباقات طواف أوروبا للدراجات 2015، وهو من نوع سباق المرحلة، وقد شارك في السباق 108 متسابقاً ووصل إلى نهايته 77 متسابقاً.
فاز فيه بالمركز الأول نيكي تيربسترا، وبالمركز الثاني فكتور كامبنارتس، وبالمركز الثالث سيرغي لاجوتين، والفائز حسب ترتيب السرعة Sébastien Delfosse ‏، والفريق الفائز في ترتيب الفرق Topsport Vlaanderen-Baloise 2015.

## الفرق
| فرق عالمية (9)- AG2R La Mondiale - BMC Racing - Etixx-Quick Step - FDJ - IAM Cycling - Lotto-Soudal - Katusha - Tinkoff-Saxo - Trek Factory Racing فرق قارية محترفة (5)- Bretagne-Séché Environnement - Cofidis, Solutions Crédits - Europcar - سبورت فلاندرين بالويس 2015 ‏ - Wanty-Groupe Gobert فرق قارية (2)- Veranclassic–Ago ‏ - بنجوال باوليز ساوكس دبليو بي ‏ |  |
| |  |

## الفائزون
| الترتيب       | الفائز                      |
| ------------- | --------------------------- |
| الفائز        | نيكي تيربسترا               |
| الثاني        | فكتور كامبنارتس             |
| الثالث        | سيرغي لاجوتين               |
| حسب النقاط    | داني فان بوبل               |
| تسلق الجبل    | لودفيغ دي فينتر             |
| سباقات السرعة | Sébastien Delfosse ‏         |
| أفضل شاب      | فكتور كامبنارتس             |
| Combativity   | Axel Domont ‏                |
| الفريق        | Topsport Vlaanderen-Baloise |

## وصلات خارجية
- الموقع الرسمي
- طواف فالوني 2015 على موقع إحصائيات الدراجات الإحترافية (الإنجليزية)